# Rob van der Heijden
Michel Robert (Rob) van der Heijden (Oisterwijk, 7 juli 1945 – Haarlem, 18 maart 2025) was een Nederlands politicus van de VVD.
In 1976 werd hij politiek actief en was landelijk adjunct secretaris van de VVD voor hij mei 1982 benoemd werd tot burgemeester van Leens. In 1988 volgde zijn benoeming tot burgemeester van de Noord-Hollandse gemeente Zandvoort. In 1999 beschuldigde Van der Heijden de schrijver Pieter Waterdrinker van antisemitisme in verband met een passage in diens debuutroman. Waterdrinker werd in de rechtszaak die volgde, uiteindelijk op het hoogste niveau vrijgesproken.  
Vanaf oktober 2006 was Hester Maij enige tijd waarnemend burgemeester van Zandvoort omdat Van der Heijden vanwege een bypassoperatie en het herstel daarvan tijdelijk zijn functie als burgemeester niet kon uitvoeren. In mei 2007 keerde hij terug en die zomer ging hij vervroegd met pensioen. 
Later dat jaar werd hij bestuursvoorzitter van het Instituut voor Asbestslachtoffers (IAS) en in 2009 kozen de leden van de Nederlandse Vereniging voor een Vrijwillig Levenseinde (NVVE) Van der Heijden tot hun voorzitter.
Van der Heijden was officier in de Orde van Oranje-Nassau.
De gemeente Zandvoort maakte op 19 maart 2025 bekend dat oud-burgemeester Van der Heijden een dag eerder op 80-jarige leeftijd was overleden. In een eerbetoon van het gemeentebestuur werd hij geroemd als ‘architect van de toeristische groei’.